# Salade landaise
Pour les articles homonymes, voir Salade et Landes.
La salade landaise ou assiette landaise est une spécialité culinaire de la cuisine gasconne des Landes,.

## Description
Sa subtilité et sa particularité tiennent dans le fait que les gésiers confits, et le magret de canard sont servis chauds, alors que les autres ingrédients comme la salade, les tomates, ou asperges sont servis froids ou frais,.

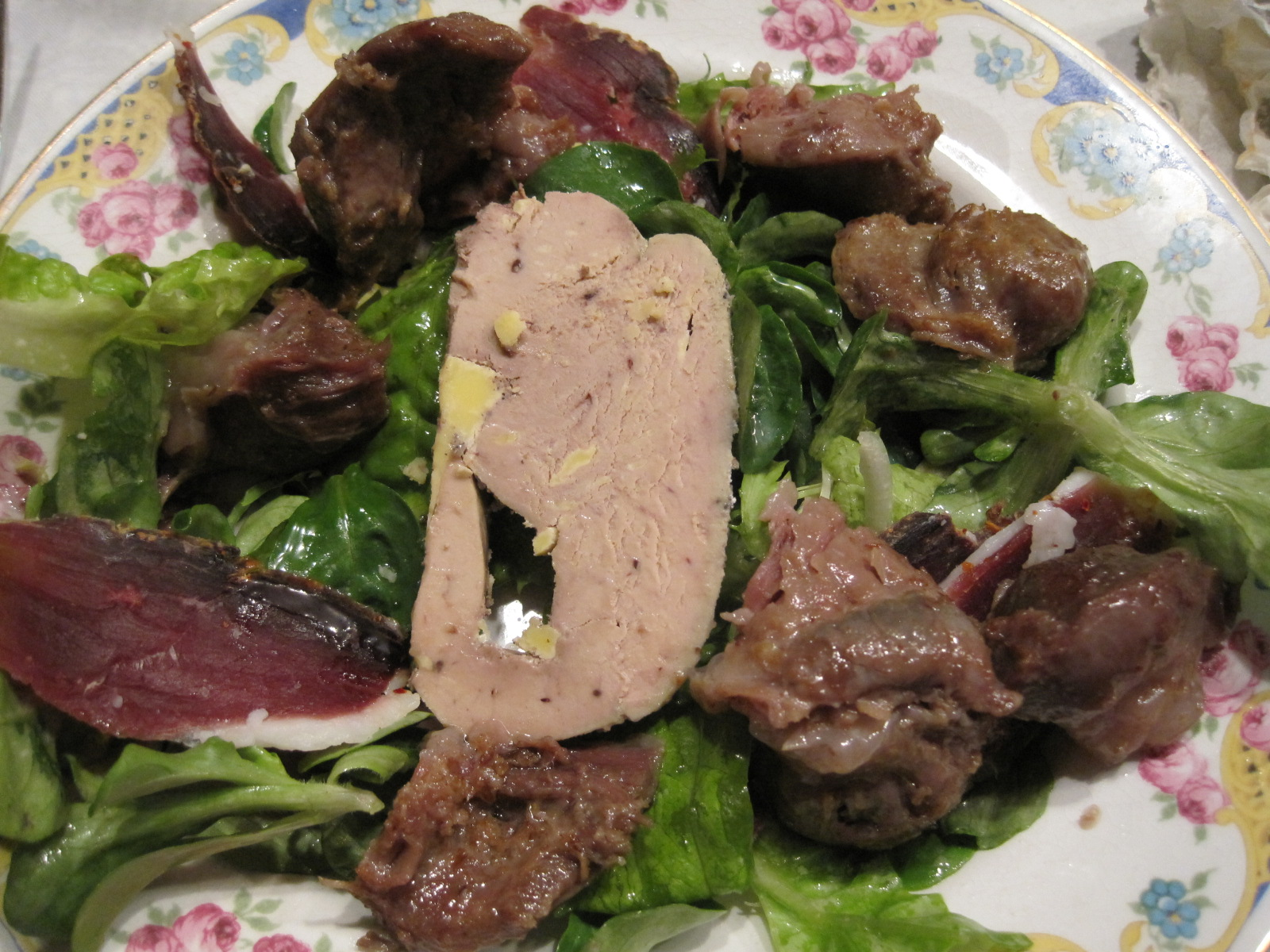
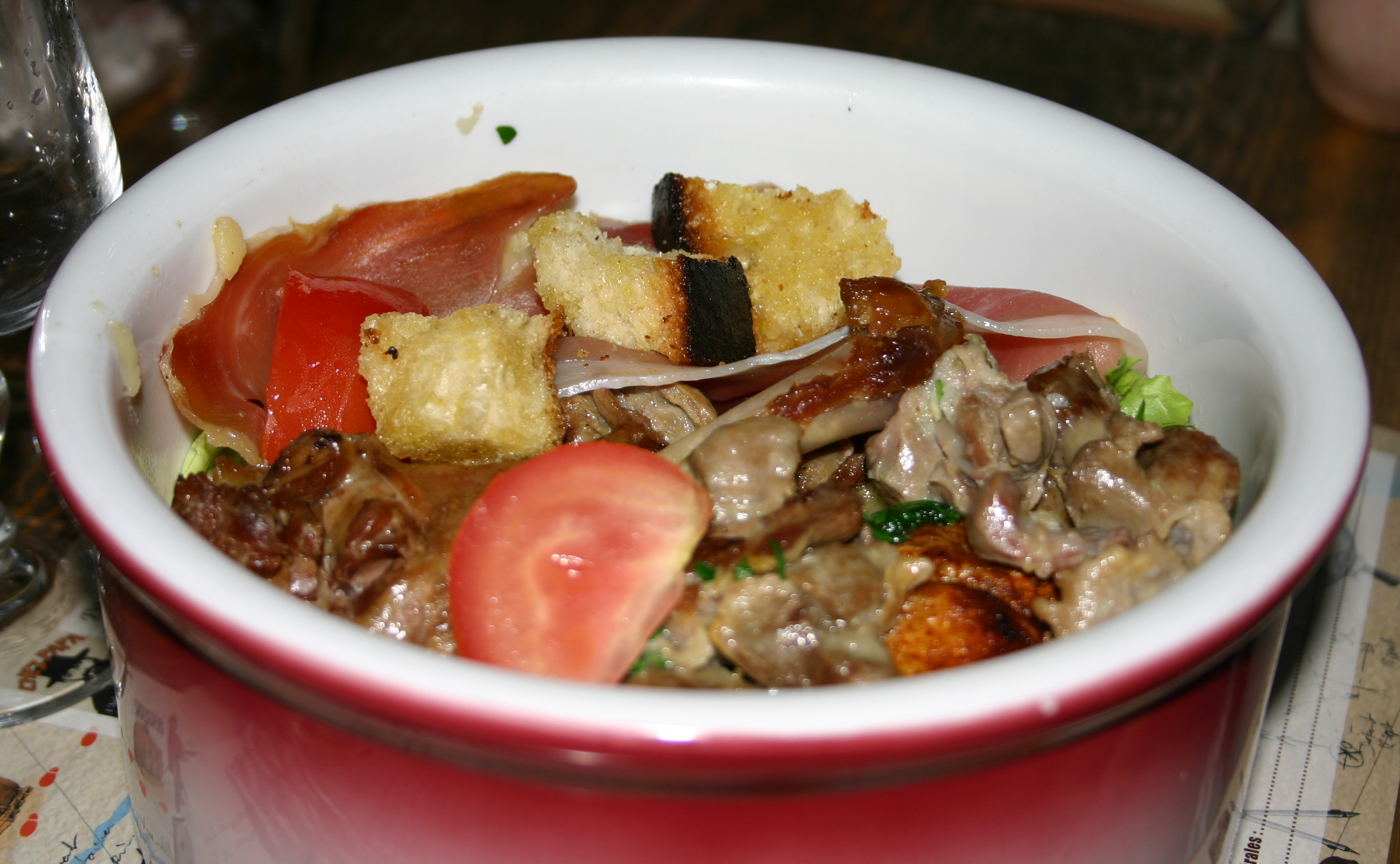
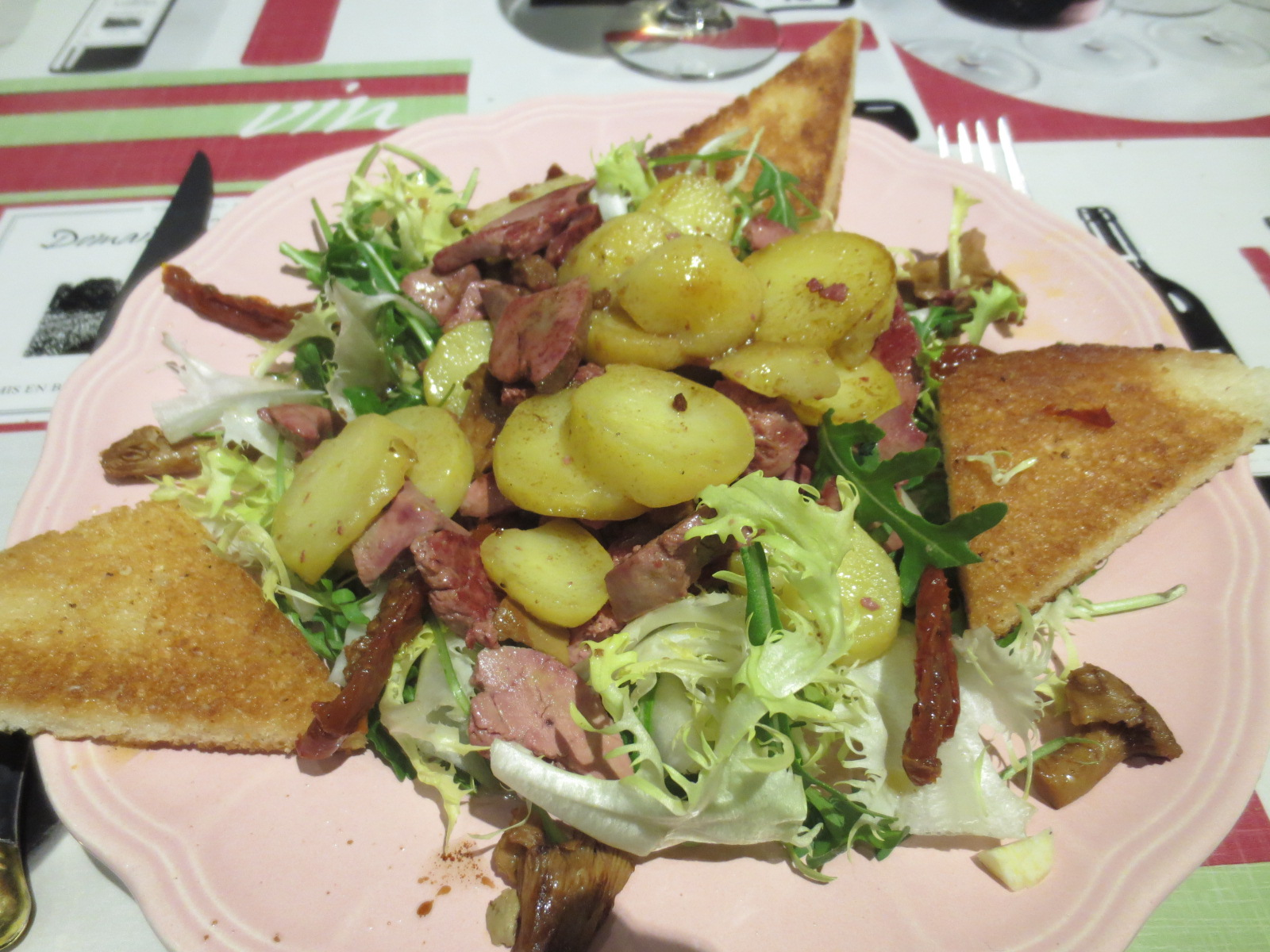
Salade périgourdine (variante)

Peuvent enter dans cette préparation des pignons de pin, du cerfeuil, du persil et des croûtons de pain aillés et grillés, ainsi que des morceaux de foie gras.

## Accord mets et vin
Traditionnellement, il est conseillé d'accompagner cette salade, entre autres exemples, soit d'un vin liquoreux (côtes-de-bergerac ou haut-montravel), soit d'un vin blanc sec (côtes-de-duras ou chablis), ou d'un vin rouge tel que bergerac, cahors, haut-médoc, médoc, pécharmant ou vin de pays de Vaucluse.